# Даниловская (Явенгский сельсовет)
Даниловская — деревня в Вожегодском районе Вологодской области.
Входит в состав Явенгского сельского поселения, с точки зрения административно-территориального деления — в Явенгский сельсовет.
Расстояние до районного центра Вожеги по автодороге — 22 км, до центра муниципального образования Базы по прямой — 4 км. Ближайшие населённые пункты — Федяшинская, Олеховская, Щепинская.
По данным переписи в 2002 году постоянного населения не было.